# Hypsithylla
Hypsithylla är ett släkte av spindlar. Hypsithylla ingår i familjen vårdnätsspindlar.
Kladogram enligt Catalogue of Life:
| Hypsithylla | \| \| Hypsithylla celebesiana \| \| \| \| \| \| Hypsithylla linearis \| \| \| \| |
|             | \| \| Hypsithylla celebesiana \| \| \| \| \| \| Hypsithylla linearis \| \| \| \| |
|             | Hypsithylla celebesiana                                                          |
|             |                                                                                  |
|             | Hypsithylla linearis                                                             |
|             |                                                                                  |